# Другі
«Другі» (англ. Seconds) — американський науково-фантастичний трилер 1966 року за однойменним романом Дейвіда Ілая.

## Сюжет
Непримітний банківський службовець середніх років Артур Гамільтон живе зі своєю дружиною в передмісті Нью-Йорка. Він починає замислюватися про прожиті роки свого життя і поступово приходить до висновку, що прожив його безглуздо і марно. Артур не бачить кардинальних змін у своєму майбутньому. Одного разу Артуру дзвонить його друг Чарлі й пропонує взяти участь в секретному експерименті. Артур приймає дзвінок за дурний жарт, бо Чарлі кілька років тому помер. Однак, з цікавості Артур вирішує піти за вказаною адресою. Він виявляється в клініці, де йому за велику суму грошей пропонують змінити особистість. Він отримає нову зовнішність, тіло, ім'я, будинок, дружину і роботу. Шокований Артур погоджується і незабаром перетворюється на молодого красеня — художника Тоні Вілсона. У нього є шикарний особняк в Малібу, відданий слуга, купа шанувальників його таланту. Тоні починає вести богемний спосіб життя, про який завжди мріяв в бутність банкіром. Одного разу Тоні знайомиться з чарівною дівчиною Норою, в яку швидко закохується. Але незабаром в житті Тоні починають відбуватися дивні, і навіть загадкові події. Він швидко виявляє, що Нора працюєте в таємній компанії, а його нові друзі такі самі «змінені» як і він сам. Відчуваючи огиду, він повертається до свого колишнього будинку. Однак, Артур так змінився, що дружина не впізнає його. Не в змозі пристосуватися до нового життя, Артур просить компанію відновити його на себе колишнього.

## У ролях
| Актор               | Роль                             |
| ------------------- | -------------------------------- |
| Френк Кампанелла    | людина в клініці                 |
| Джон Рендолф        | Артур Гамільтон                  |
| Френсіс Рейд        | Емілі Гамільтон                  |
| Барбара Верле       | секретар                         |
| Едгар Стелі         | кравець                          |
| Аарон Мегідоу       | м'ясник                          |
| Де Де Янг           | медсестра                        |
| Франсуаза Ружері    | дівчина в будуарі                |
| Мюррей Гамільтон    | Чарлі Еванс                      |
| Том Конрой          | обслуговуючий кімнати відпочинку |
| Джефф Корі          | містер Рубі                      |
| Вілл Гір            | старий                           |
| Річард Андерсон     | доктор Іннес                     |
| Рок Гадсон          | Тоні Вілсон                      |
| Най Діех            | Девело                           |
| Джон Лоуренс        | техасець                         |
| Веслі Едді          | Джон                             |
| Салом Дженс         | Нора Маркус                      |
| Недрік Янг          | Генрі Бушман                     |
| Доді Хіт            | Сью Бушман                       |
| Елізабет Фрейзер    | повна блондинка                  |
| Роберт Брубейкер    | Мейберрі                         |
| Дороті Морріс       | місіс Фільтр                     |
| Кірк Дункан         | містер Фільтр                    |
| Карл Свенсон        | доктор Морріс                    |
| Вільям Вінтерсоул   | доктор в операційній кімнаті     |
| в титрах не вказані |                                  |
| Фріц Форд           | людина на вечирці                |
| Тіна Скала          | молода дівчина                   |